# Tombeaux de la ville de Bitche
Le cimetière de la ville de Bitche comporte plusieurs tombeaux particulièrement intéressants, certains figurant à l'inventaire du patrimoine culturel lorrain. 

## Premier tombeau anonyme
Tombeau en grès et en fonte, élevé au milieu du XIXe siècle sans doute par J. Mayer, artiste à Bitche, si on le compare à une croix semblable, signée, dans le cimetière de Meisenthal. Une autre croix identique est visible dans le cimetière de Bitche. 
Sur le tombeau sont représentés le triangle de la Trinité, l'Agneau mystique, un rinceau et une palmette.

## Second tombeau anonyme
Tombeau en calcaire élevé après 1883 (date portée au dos par la statuette en biscuit de l'enfant), avec le no 8 pour le modèle et la signature Villeroy et Boch, Merzig.

## Tombeau de la famille Weiss
Tombeau élevé en 1889, pour la famille Weiss. La statue de l'ange en biscuit est signée au revers Villeroy et Boch, Merzig. 
Figurent aussi le nom Volker, le no 10 et l'année 1887, sans doute le n° du modèle et l'année de son exécution.

## Tombeau de Marie-Adélaïde Mailfait
Tombeau en grès et en fonte, élevé en 1870, pour Marie-Adélaïde Mailfait, cantinière au 3e régiment de hussards. Un tombeau semblable daté 1838, dans le cimetière de Meisenthal, porte la marque J. Mayeur, artiste à Bitche, ainsi qu'un autre tombeau identique dans le cimetière de Bitche. 
Sur le tombeau sont représentés le triangle de la Trinité, l'agneau mystique, des rinceaux et des palmettes.

## Tombeau du baron Guntzer
Tombeau en fonte élevé en 1851, pour le baron Charles Joseph Alexandre Guntzer, inspecteur des forêts à Sarreguemines.
Le tombeau représente des flambeaux renversés.